# Liste des mammifères au Canada

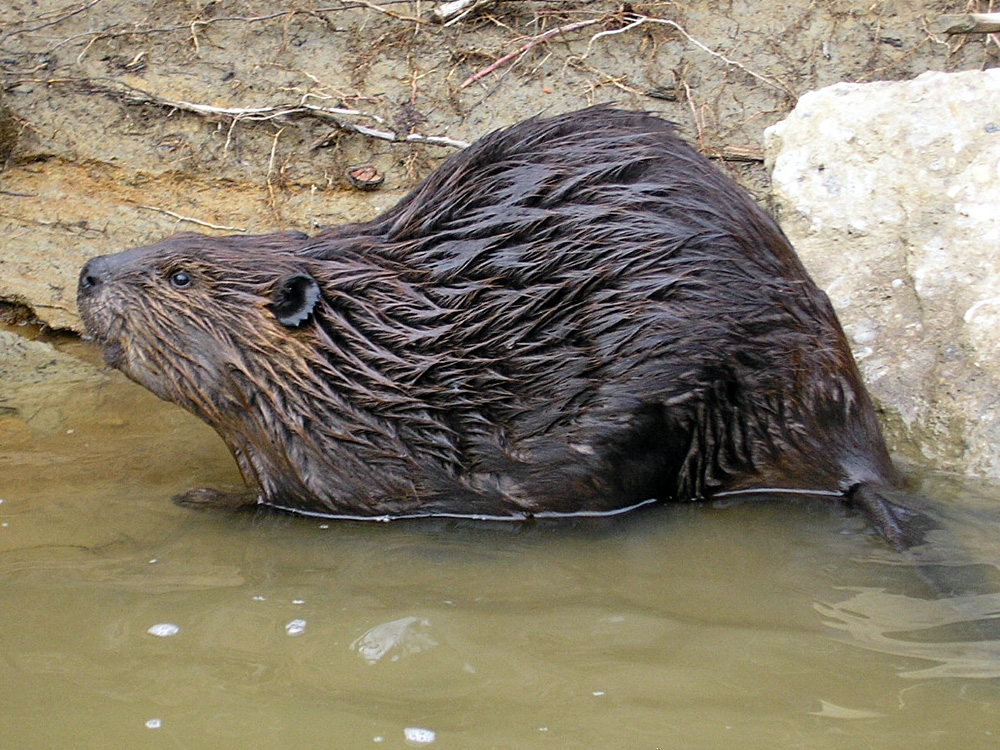
Le Castor du Canada (Castor canadensis) est l'animal emblème du Canada.

Cette liste traite des mammifères se trouvant au Canada. Il y a environ 200 espèces de mammifères indigènes au Canada. La grandeur de son territoire offre une grande variété d'écosystèmes allant des montagnes aux plaines en passant par les espaces habités. On retrouve au Canada la moitié des espèces mondiales de Cétacés. Le groupe ayant le plus d'espèces sont les Rongeurs alors que le moins nombreux est celui des Didelphimorphes avec une seule espèce.
L'étude de la faune du pays débuta vers 1795 avec les descriptions de l'explorateur Samuel Hearne dont les commentaires étaient particulièrement précis. Le premier traité scientifique sur la faune fut cependant celui de John Richardson dans Fauna Boreali-Americana, publié en 1829. Joseph Burr Tyrrell a été le premier à tenter de recenser la totalité des espèces de mammifères du pays. Le travail d'Ernest Thompson Seton et Charles-Eusèbe Dionne fut aussi important. Les publications modernes sur la mammalogie sont généralement inclus dans The Canadian Field Naturalist, le Canadian Journal of Zoology et Le Naturaliste Canadien.
Plusieurs espèces représentent un fort symbolisme pour les canadiens. Le Castor du Canada a été reconnu comme symbole national et le cheval canadien a été reconnu comme cheval national du Canada. Plusieurs provinces ou territoires ont aussi adopté un mammifère indigène dans leurs emblèmes respectifs.

## Statuts de la liste rouge de l'UICN
Les statuts de conservation utilisés par la liste rouge de l'UICN mondiale sont :
| (EX) | Éteint                  | Il n'y a pas le moindre doute sur le fait que le dernier spécimen recensé est mort.                                                                   |
| (EW) | Éteint à l'état sauvage | L'espèce est connue uniquement en captivité ou en tant que population naturalisée bien en dehors de son ancienne aire de répartition.                 |
| (CR) | En danger critique      | L'espèce risque prochainement de s'éteindre à l'état sauvage.                                                                                         |
| (EN) | En danger               | L'espèce fait face à un très gros risque d'extinction à l'état sauvage.                                                                               |
| (VU) | Vulnérable              | L'espèce fait face à un gros risque d'extinction à l'état sauvage.                                                                                    |
| (NT) | Quasi menacé            | L'espèce ne satisfait pas un ou plusieurs des critères prévus qui permettraient de la catégoriser, mais pourrait risquer de s'éteindre dans le futur. |
| (LC) | Préoccupation mineure   | Il n'y a pas de risque identifiable pour l'espèce. |
| (DD) | Données insuffisantes   | Il n'y a pas d'information adéquate qui permettraient de faire une évaluation des risques pour cette espèce.                                          |
| (NE) | Non évalué              | L'espèce n'a pas encore été confrontée aux critères précédents, n'est pas reconnue par l'UICN ou bien s'est éteinte avant le XVIe siècle.             |

## Ordre des rongeurs
L'ordre des Rongeurs (Rodentia) est l'un des plus grands groupes de mammifères avec environ 40 % des espèces au niveau mondial. Ils ont deux incisives dans la mâchoire inférieure et supérieure qui grandissent continuellement et qu'ils doivent user en permanence en rongeant. La plupart des espèces sont de petite taille, mais le capybara peut peser jusqu'à 45 kg.
| Nom commun (nom anglais)                                                      | Espèce (Auteur)                                   | Habitat                                                     | Distribution géographique | Statut |
| ----------------------------------------------------------------------------- | ------------------------------------------------- | ----------------------------------------------------------- | --- | --- |
| Famille des Éréthizontidés: Les porcs-épics du Nouveau-Monde                  |                                                   |                                                             | | |
| Porc-épic d'Amérique (North American Porcupine)                               | Erethizon dorsatum (Linnaeus, 1758)               | Forêt                                                       | Générale, au sud de la limite des arbres | - I: Préoccupation mineure                                                                                             |
| Famille des Aplodontiidés: le Castor de montagne                              |                                                   |                                                             | | |
| Aplodonte (Mountain Beaver)                                                   | Aplodontia rufa (Rafinesque 1817)                 | Forêt montagnarde                                           | Sud de la Colombie-Britannique | - I: Espèce quasi menacée - CA: Préoccupante - BC: Liste bleue                                                         |
| Famille des Castoridés: les Castors                                           |                                                   |                                                             | | |
| Castor du Canada (American Beaver)                                            | Castor canadensis (Kuhl, 1820)                    | Étangs, cours d'eau et lacs des milieux boisés              | Générale, au sud de la limite des arbres | - I: Préoccupation mineure                                                                                             |
| Famille des Sciuridés: Écureuils, Tamias, marmottes et Spermophiles           |                                                   |                                                             | | |
| Écureuil gris (Eastern Gray Squirrel)                                         | Sciurus carolinensis (Gmelin, 1788)               | Forêt feuillue et forêt mixte, fréquent en zone urbaine     | Sud du Manitoba et nord-ouest de l'Ontario, sud de l'Ontario, du Québec, du Nouveau-Brunswick et de la Nouvelle-Écosse                                                                                | - I: Préoccupation mineure                                                                                             |
| Écureuil fauve (Eastern Fox Squirrel)                                         | Sciurus niger (Linnaeus, 1758)                    | À la limite des forêts et des bosquets                      | Sud de la Saskatchewan et du Manitoba, île Pelée | - I: Préoccupation mineure                                                                                             |
| Écureuil de Douglas (Douglas Squirrel)                                        | Tamiasciurus douglasii (Bachman, 1839)            | Forêt de conifère                                           | Sud-ouest de la Colombie-Britannique | - I: Préoccupation mineure                                                                                             |
| Écureuil roux (American Red Squirrel)                                         | Tamiasciurus hudsonicus (Erxleben, 1839)          | Forêt                                                       | Canada continental jusqu'à la limite des arbres à l'exception des Pairies et du sud-ouest de la Colombie-Britannique; Îles du Prince-Édouard, de Vancouver et du Cap-Breton. Introduit à Terre-Neuve. | - I: Préoccupation mineure                                                                                             |
| Grand polatouche (Northern flying squirrel)                                   | Glaucomys sabrinus (Shaw, 1801)                   | Forêt boréale                                               | Canada continental jusqu'à la limite des arbres, à l'exception du sud des Prairies; Îles du Prince-Édouard et du Cap-Breton                                                                           | - I: Préoccupation mineure                                                                                             |
| Petit polatouche (Southern flying squirrel)                                   | Glaucomys volans (Linnaeus, 1758)                 | Forêt feuillue                                              | Sud de l'Ontario, sud-ouest du Québec et sud de la Nouvelle-Écosse | - I: Préoccupation mineure - C: Non en péril, - QC: Susceptible d'être désigné                                         |
| Chien de prairie à queue noire (Black-tailed Prairie Dog)                     | Cynomys ludovicianus (Ord, 1815)                  | Prairie sèche                                               | Sud de la Saskatchewan | - I: Espèce quasi menacée - C: Préoccupante                                                                            |
| Marmotte des Rocheuses (Hoary Marmot)                                         | Marmota caligata (Eschscholtz, 1829)              | Toundra alpine                                              | Montagnes Rocheuses, chaînes Columbia et Côtière | - I: Préoccupation mineure                                                                                             |
| Marmotte à ventre jaune (Yellow-bellied Marmot)                               | Marmota flaviventrisa (Audubon and Bachman, 1841) | Montagne                                                    | Centre de la Colombie-Britannique et sud de l'Alberta | - I: Préoccupation mineure                                                                                             |
| Marmotte commune (Groundhog)                                                  | Marmota monax (Linnaeus, 1758)                    | Forêt clairsemée, terrain accidenté                         | Canada continental à l'est des Rocheuses, plateau Intérieur et ouest du Yukon | - I: Préoccupation mineure                                                                                             |
| Marmotte de l'île de Vancouver (Vancouver Island Marmot)                      | Marmota vancouverensis (Swarth, 1911)             | Près de la limite des arbres en montagne                    | Île de Vancouver | - I: Espèce en danger - C: En voie de disparition - BC: Liste rouge                                                    |
| Spermophile du Columbia (Columbian Ground Squirrel)                           | Spermophilus columbianus (Ord, 1815)              | Clairière subalpine                                         | Sud des montagnes Rocheuses | - I: Préoccupation mineure                                                                                             |
| Spermophile de Franklin (Franklin's ground squirrel)                          | Spermophilus franklinii (Ord, 1815)               | Forêt-parc                                                  | Nord-ouest de l'Ontario et sud des Prairies | - I: Espèce vulnérable                                                                                                 |
| Spermophile à mante dorée (Golden-mantled Ground Squirrel)                    | Spermophilus lateralis (Say, 1823)                | Forêt de conifère subalpine                                 | Sud-est des Rocheuses | - I: Préoccupation mineure                                                                                             |
| Spermophile arctique (Arctic Ground Squirrel)                                 | Spermophilus parryii (Richardson, 1825)           | Toundra sans permafrost                                     | Arctique continental, à l'exception de la péninsule du Labrador | - I: Préoccupation mineure                                                                                             |
| Spermophile de Richardson (Richardson's Ground Squirrel)                      | Spermophilus richardsonii (Sabine, 1822)          | Prairie                                                     | Sud des provinces des Prairies | - I: Préoccupation mineure                                                                                             |
| Spermophile des Cascades (Cascade Golden-mantled Ground Squirrel)             | Spermophilus saturatus (Rhoads, 1895)             | Forêt de conifère subalpine                                 | Chaîne des Cascades | - I: Préoccupation mineure - CA: Non en péril                                                                          |
| Spermophile rayé (Thirteen-lined ground squirrel)                             | Spermophilus tridecemlineatus (Mitchill, 1821)    | Bosquet, marais, prairie naturelle                          | Sud des provinces des Prairies | - I: Préoccupation mineure                                                                                             |
| Tamia amène (Yellow-pine Chipmunk)                                            | Tamias amoenus (Allen, 1821)                      | Forêt subalpine sèche                                       | Sud et centre de la Colombie-Britannique et de l'Alberta | - I: Préoccupation mineure                                                                                             |
| Tamia mineur (Least Chipmunk)                                                 | Tamias minimus (Bachman, 1839)                    | Bordure des forêts, bosquet, pré                            | Ouest du Québec au Yukon | - I: Préoccupation mineure                                                                                             |
| Tamia à queue rousse (Red-tailed Chipmunk)                                    | Tamias ruficaudus (Howell, 1839)                  | Forêt de conifères jusqu'à la limite des arbres             | Sud de la Colombie-Britannique et de l'Alberta | - I: Préoccupation mineure - BC:Sans statut                                                                            |
| Tamia rayé (Eastern Chipmunk)                                                 | Tamias striatus (Linnaeus, 1758)                  | Forêt feuillue                                              | Sud-est du Canada du Manitoba à la Nouvelle-Écosse, introduit à Terre-Neuve | - I: Préoccupation mineure                                                                                             |
| Tamia de Townsend (Townsend's Chipmunk)                                       | Tamias townsendii (Bachman, 1839)                 | Basses-terres de la côte Ouest et forêt de pruche subalpine | Sud-Ouest de la Colombie-Britannique | - I: Préoccupation mineure                                                                                             |
| Famille des Géomyidés: Gaufres                                                |                                                   |                                                             | | |
| Gaufre brun (Plains Pocket Gopher)                                            | Geomys bursarius (Shaw, 1800)                     | Champs et rivage                                            | Sud du Manitoba | - I: Préoccupation mineure - C: Non en péril                                                                           |
| Gaufre gris (Northern Pocket Gopher])                                         | Thomomys talpoides (Richardson, 1828)             | Pré, clairière                                              | Sud des provinces des Prairies et de la Colombie-Britannique | - I: Préoccupation mineure - BC: Liste Jaune (non en péril)                                                            |
| Famille des Hétéromyidés: Rats kangourous                                     |                                                   |                                                             | | |
| Rat kangourou d'Ord (Ord's Kangaroo Rat)                                      | Dipodomys ordii (Woodhouse, 1853)                 | Région semi-désertique                                      | Région des Great et Middle Sand Hills (Saskatchewan et Alberta) | - I: Préoccupation mineure - C: En voie de disparition - AB: En voie de disparition                                    |
| Souris à abajoues des Plaines (Olive-backed Pocket Mouse)                     | Perognathus fasciatus (Wied-Neuwied, 1839)        | Plaines sèche                                               | Sud des Prairies | - I: Préoccupation mineure                                                                                             |
| Souris à abajoues des pinèdes (Great Basin Pocket Mouse)                      | Perognathus parvus (Peale, 1848)                  | Plaine sèche                                                | Vallée de l'Okanagan | - I: Préoccupation mineure - BC: Liste Rouge                                                                           |
| Famille des Dipodidés: Souris sauteuses                                       |                                                   |                                                             | | |
| Souris sauteuse des bois (Woodland jumping mouse)                             | Napaeozapus insignis (Miller, 1891)               | Près des cours d'eau en forêt                               | Est du Canada (à l'exception d'Anticosti et de Terre-Neuve) | - I: Préoccupation mineure                                                                                             |
| Souris sauteuse des champs (Meadow jumping mouse)                             | Zapus hudsonius (Zimmermann, 1780)                | Pré humide                                                  | Est du Canada au Yukon (à l'exception d'Anticosti et de Terre-Neuve) | - I: Préoccupation mineure - BC: Liste Jaune (Non en péril)                                                            |
| Souris sauteuse de l'Ouest (Western Jumping Mouse)                            | Zapus princeps (Allen, 1893)                      | Prairies                                                    | Rocheuses et Prairies | - I: Préoccupation mineure                                                                                             |
| Souris sauteuse du Pacifique (Pacific Jumping Mouse)                          | Zapus trinotatus (Rhoads, 1893)                   | Prairie subalpine                                           | Sud-ouest de la Colombie-Britannique | - I: Préoccupation mineure                                                                                             |
| Famille des Cricétidés: Campagnols, lemmings, souris et rats du Nouveau-Monde |                                                   |                                                             | | |
| Campagnol de Gapper (Southern Red-backed Vole)                                | Myodes gapperi (Vigors, 1830)                     | Forêt                                                       | Canada continental, sous la limite des arbres | - I: Préoccupation mineure - BC: Liste jaune                                                                           |
| Campagnol boréal (Northern Red-backed Vole)                                   | Myodes rutilus (Pallas, 1779)                     | Toundra arbustive                                           | Arctique continental | - I: Préoccupation mineure                                                                                             |
| Lemming du Groenland (Northern Collared Lemming)                              | Dicrostonyx groenlandicus (Traill, 1823)          | Toundra                                                     | Archipel arctique | - I: Préoccupation mineure                                                                                             |
| Lemming d'Ungava (Ungava Collared Lemming)                                    | Dicrostonyx hudsonius (Pallas, 1778)              | Toundra                                                     | Péninsule du Labrador | - I: Préoccupation mineure                                                                                             |
| Lemming de Victoria (Victoria Collared Lemming)                               | Dicrostonyx kilangmiutak (Anderson & Rand, 1945)  | Toundra                                                     | Arctique continental, Îles Victoria, Banks et du Roi-Guillaume | - I: Préoccupation mineure                                                                                             |
| Lemming du Yukon (Ogilvie Mountains Collared Lemming)                         | Dicrostonyx nunatakensis (Youngman (d), 1967)     | Toundra subalpine                                           | Monts Ogilvie | - I: Préoccupation mineure                                                                                             |
| Lemming de Richardson (Richardson's Collared Lemming)                         | Dicrostonyx richardsoni (Merriam, 1900)           | Toundra                                                     | Arctique au sud de la rivière Thelon | - I: Préoccupation mineure                                                                                             |
| Campagnol des armoises (Sagebrush Vole)                                       | Lemmiscus curtatus (Cope, 1868)                   | Steppe d'armoises                                           | Sud de l'Alberta et de la Saskatchewan | - I: Préoccupation mineure                                                                                             |
| Lemming brun (North American Brown Lemming)                                   | Lemmus trimucronatus (Richardson, 1825)           | Toundra                                                     | Arctique | - I: Préoccupation mineure                                                                                             |
| Campagnol des rochers (Rock Vole)                                             | Microtus chrotorrhinus (Miller, 1894)             | Affleurement rocheux                                        | Forêt boréale de l'Ontario, du Québec, du Nouveau-Brunswick et du Labrador | - I: Préoccupation mineure - QC: Susceptible d'être désigné                                                            |
| Campagnol longicaude (Long-tailed Vole)                                       | Microtus longicaudus (Miller, 1894)               | Varié                                                       | Cordillère | - I: Préoccupation mineure                                                                                             |
| Campagnol chanteur (Singing Vole)                                             | Microtus miurus (Osgood, 1901)                    | Toundra alpine                                              | Yukon et ouest des Territoires du Nord-Ouest | - I: Préoccupation mineure                                                                                             |
| Campagnol montagnard (Montane Vole)                                           | Microtus montanus (Peale, 1848)                   | Praire alpine à herbe courte                                | Centre-sud de la Colombie-Britannique | - I: Préoccupation mineure                                                                                             |
| Campagnol des Prairies (Prairie Vole)                                         | Microtus ochrogaster (Wagner, 1842)               | Prairie                                                     | Province des Prairies | - I: Préoccupation mineure                                                                                             |
| Campagnol nordique (Tundra Vole)                                              | Microtus oeconomus (Pallas, 1776)                 | Toundra humide                                              | Arctique occidental | - I: Préoccupation mineure                                                                                             |
| Campagnol d'Oregon (Creeping Vole)                                            | Microtus oregoni (Bachman, 1839)                  | Forêt pluvieuse de conifère                                 | Sud-Ouest de la Colombie-Britannique | - I: Préoccupation mineure                                                                                             |
| Campagnol des prés (Meadow Vole)                                              | Microtus pennsylvanicus (Ord, 1815)               | Prés humides, clairière et friche                           | Dans tout le Canada à l'exception de l'Arctique et la côte du Pacifique | - I: Préoccupation mineure                                                                                             |
| Campagnol sylvestre (Woodland Vole)                                           | Microtus pinetorum (Le Conte, 1830)               | Forêt de feuillue                                           | Extrême sud du Québec et de l'Ontario - I: Préoccupation mineure - CA: Préoccupante - ON: Préoccupante - QC: Susceptible d'être désigné                                                               | |
| Campagnol de Richardson (Water Vole)                                          | Microtus richardsoni (De Kay, 1842)               | Prairie alpine et ruisseau                                  | Sud des Rocheuses et chaîne des Cascades | - I: Préoccupation mineure                                                                                             |
| Campagnol de Townsend (Townsend's Vole)                                       | Microtus townsendii (Bachman, 1839)               | Marais salé et champs                                       | Île de Vancouver et delta du Fraser | - I: Préoccupation mineure - BC: Liste Jaune (Non en péril)                                                            |
| Campagnol à joues jaunes (Taiga Vole)                                         | Microtus xanthognathus (Leach, 1815)              | Ruisseau forestier                                          | Baie d'Hudson au Yukon | - I: Préoccupation mineure                                                                                             |
| Rat musqué commun (Muskrat)                                                   | Ondatra zibethicus (Linnaeus, 1766)               | Milieu humide                                               | Général à l'exception de l'Arctique et du sud-ouest de la Colombie-Britannique | - I: Préoccupation mineure                                                                                             |
| Campagnol des bruyères (Western Heather Vole)                                 | Phenacomys intermedius (Merriam, 1889)            | Varié                                                       | Colombie-Britannique | - I: Préoccupation mineure                                                                                             |
| Campagnol de l'Ungava (Eastern Heather Vole)                                  | Phenacomys ungava (Merriam, 1889)                 | Varié                                                       | Québec au Yukon | - I: Préoccupation mineure                                                                                             |
| Campagnol-lemming boréal (Northern Bog Lemming)                               | Synaptomys borealis (Richardson, 1828)            | Tourbières                                                  | Labrador au Yukon; Gaspésie et nord du Nouveau-Brunswick | - I: Préoccupation mineure                                                                                             |
| Campagnol-lemming de Cooper (Southern Bog Lemming)                            | Synaptomys cooperi (Baird, 1857)                  | Tourbière                                                   | Nouvelle-Écosse au Manitoba | - I: Préoccupation mineure - QC: Susceptible d'être désigné                                                            |
| Rat à queue touffue (Bushy-tailed Woodrat)                                    | Neotoma cinerea (Ord, 1815)                       | Montagne                                                    | Cordillère | - I: Préoccupation mineure                                                                                             |
| Souris de Keen (Northwestern Deer Mouse)                                      | Peromyscus keeni (Rhoads (d), 1894)               | Forêt pluvieuse                                             | Ouest de la chaîne Côtière | - I: Préoccupation mineure                                                                                             |
| Souris à pattes blanches (White-footed Mouse)                                 | Peromyscus leucopus (Rafinesque 1818)             | Forêt feuillue                                              | Sud de l'Alberta, de la Saskatchewan, de l'Ontario, du Québec et de la Nouvelle-Écosse | - I: Préoccupation mineure                                                                                             |
| Souris sylvestre                                                              | Peromyscus maniculatus (Wagner, 1845)             | Partout à l'exception des zones humides                     | Générale sous la ligne des arbres à l'exception de Terre-Neuve | - I: Préoccupation mineure                                                                                             |
| Souris moissonneuse de l'Ouest (Western Harvest Mouse)                        | Reithrodontomys megalotis (Baird, 1858)           | Prairie                                                     | Sud de l'Alberta et de la Saskatchewan et vallée de l'Okanagan | - I: Préoccupation mineure - CA: spp.dychei En voie de disparition - CA: spp. megalotis Préoccupante - BC: Liste Bleue |
| Souris à sauterelles boréale (Northern Grasshopper Mouse)                     | Onychomys leucogaster (Wied-Neuwied, 1841)        | Prairies                                                    | Sud des Prairies | - I: Préoccupation mineure                                                                                             |

## Ordre des Lagomorphes
Les Lagomorphes (Lagomorpha) comprennent deux familles, les léporidés avec les lapins et les lièvres et les ochotonidés avec les pikas. Ils ressemblent beaucoup aux rongeurs, à la différence qu'ils ont quatre incisives dans la mâchoire supérieur au lieu de deux.
| Nom commun (nom anglais)                     | Espèce (Auteur)                      | Habitat                                     | Distribution géographique                                                         | Statut                                                          |
| -------------------------------------------- | ------------------------------------ | ------------------------------------------- | --------------------------------------------------------------------------------- | --------------------------------------------------------------- |
| Famille des Ochotonidés: Les pikas           |                                      |                                             |                                                                                   |                                                                 |
| Pika à collier (Collared Pika)               | Ochotona collaris (Nelson, 1893)     | Montagnes au-dessus de la lignes des arbres | Yukon                                                                             | - I: Préoccupation mineure                                      |
| Pika d'Amérique (American Pika)              | Ochotona princeps (Richardson, 1828) | Montagnes près de la lignes des arbres      | Sud de la Colombie-Britannique et de l'Alberta                                    | - I: Préoccupation mineure                                      |
| Famille des Léporidés: Les lièvres et lapins |                                      |                                             |                                                                                   |                                                                 |
| Lapin à queue blanche (Eastern Cottontail)   | Sylvilagus floridanus (Allen, 1890)  | Forêt ouverte                               | Sud de la Saskatchewan, du Manitoba, de l'Ontario et du Québec                    | - I: Préoccupation mineure                                      |
| Lapin de Nuttall (Mountain Cottontail)       | Sylvilagus nuttallii (Allen, 1890)   | Plaines sèches                              | Sud de l'Alberta et de la Saskatchewan, vallée de l'Okanagan et de la Similkameen | - I: Préoccupation mineure - CA: Non en péril - BC: Liste Bleue |
| Lièvre d'Amérique (Snowshoe Hare)            | Lepus americanus (Erxleben, 1777)    | Forêt et marais                             | Générale, sauf dans la toundra, le sud de l'Ontario, Introduite à Terre-Neuve     | - I: Préoccupation mineure - BC: Liste jaune (Non en péril)     |
| Lièvre arctique (Arctic Hare)                | Lepus arcticus (Ross, 1819)          | Toundra                                     | Arctique et Terre-Neuve                                                           | - I: Préoccupation mineure                                      |
| Lièvre de Townsend (White-tailed Jackrabbit) | Lepus townsendii (Bachman, 1839)     | Prairie                                     | Sud des Prairies, Okanagan                                                        | - I: Préoccupation mineure - BC: Liste Rouge                    |

## Ordre des Soricomorphes
Les Soricomorphes (Soricomorpha) sont des animaux insectivores. Ils comprennent les musaraignes et les taupes.
| Nom commun (nom anglais)                        | Espèce (Auteur)                                          | Habitat                                          | Distribution géographique                                                                     | Statut                                                                         |
| ----------------------------------------------- | -------------------------------------------------------- | ------------------------------------------------ | --------------------------------------------------------------------------------------------- | ------------------------------------------------------------------------------ |
| Famille des Soricidéss: Les musaraignes         |                                                          |                                                  |                                                                                               |                                                                                |
| Grande Musaraigne (Northern Short-tailed Shrew) | Blarina brevicauda (Say, 1823)                           | Forêt feuillue                                   | Est de la Saskatchewan aux provinces maritimes                                                | - I: Préoccupation mineure                                                     |
| Petite Musaraigne (American least shrew)        | Cryptotis parva (Say, 1823)                              | Champs, clairière et marais salé                 | Long Point (Ontario)                                                                          | - I: Préoccupation mineure                                                     |
| Musaraigne nordique (Arctic Shrew)              | Sorex arcticus (Kerr, 1792)                              | Tourbière et marais                              | Des Territoires du Nord-Ouest au centre du Québec                                             | - I: Préoccupation mineure                                                     |
| Musaraigne des Maritimes (Maritime Shrew)       | Sorex maritimensis (Smith 1939)                          | Tourbière et marais                              | Nouvelle-Écosse et Nouveau-Brunswick                                                          | - I: Préoccupation mineure                                                     |
| Musaraigne de Bendire (Marsh Shrew)             | Sorex bendirii (Merriam, 1884)                           | Forêt de conifère                                | Vallée du Fraser (Colombie-Britannique)                                                       | - I: Préoccupation mineure - CA: En voie de disparition - BC: Liste Rouge      |
| Musaraigne cendrée (Cinereus Shrew)             | Sorex cinereus (Kerr, 1792)                              | Varié                                            | Générale sous la limite des arbres à l'exception des îles du Pacifique                        | - I: Préoccupation mineure                                                     |
| Musaraigne longicaude (Long-tailed Shrew)       | Sorex dispar (Batchelder, 1911)                          | Rive humide                                      | Sud-Ouest du Québec, Nouveau-Brunswick                                                        | - I: Préoccupation mineure - QC: Susceptible d'être désigné                    |
| Musaraigne fuligineuse (Smoky Shrew)            | Sorex fumeus (Miller, 1895)                              | Forêt feuillue                                   | Grands Lacs aux provinces maritimes                                                           | - I: Préoccupation mineure                                                     |
| Musaraigne de Gaspé (Gaspé Shrew)               | Sorex gaspensis (Anthony & Goodwin, 1924)                | Ruisseau forestier                               | Gaspésie (Québec), nord du Nouveau-Brunswick et île du Cap-Breton                             | - I: Préoccupation mineure - CA: Non en péril - QC: Susceptible d'être désigné |
| Musaraigne des steppes (Prairie Shrew)          | Sorex haydeni (Baird, 1857)                              | Prairie                                          | Sud des Prairies                                                                              | - I: Préoccupation mineure                                                     |
| Musaraigne de Hoy (American Pygmy Shrew)        | Sorex hoyi (Baird, 1857)                                 | Clairière                                        | Yukon et cordillère occidentale au Labrador et Maritimes                                      | - I: Préoccupation mineure                                                     |
| Musaraigne de Merriam (Merriam's Shrew)         | Sorex merriami (Dobson, 1890)                            | Prairie                                          | Vallée de l'Okanagan (Colombie-Britannique)                                                   | - I: Préoccupation mineure - BC: Liste Rouge                                   |
| Musaraigne sombre (Montane Shrew)               | Sorex monticolus (Merriam, 1890)                         | Marais et cours d'eau subalpin                   | Cordillère occidentale                                                                        | - I: Préoccupation mineure                                                     |
| Musaraigne palustre (American Water Shrew)      | Sorex palustris (Richardson, 1828)                       | Lac et marais                                    | Chaîne Côtière au Labrador et les Maritimes à l'exception du sud de l'Ontario et des Prairies | - I: Préoccupation mineure - BC: Liste Jaune (Non en péril)                    |
| Musaraigne de Preble (Preble's Shrew)           | Sorex preblei Jackson (d), 1922                          | Cours d'eau et marais subalpin                   | Centre de la Colombie-Britannique                                                             | - I: Préoccupation mineure - BC: Liste Rouge                                   |
| Sorex rohweri (Olympic Shrew)                   | Sorex rohweri Rausch (d), Feagin (d) et Rausch (d), 2007 | Varié                                            | Vallée du Fraser (Colombie-Britannique)                                                       | - I: Préoccupation mineure - BC: Liste Rouge                                   |
| Musaraigne de Trowbridge (Trowbridge's Shrew)   | Sorex trowbridgii (Baird, 1857)                          | Forêt de conifère                                | Vallée du Fraser                                                                              | - I: Préoccupation mineure - BC: Liste Bleue                                   |
| Musaraigne de toundra (Tundra Shrew)            | Sorex tundrensis (Merriam, 1900)                         | Toundra                                          | Yukon et Territoires du Nord-Ouest                                                            | - I: Préoccupation mineure - BC: Liste Rouge                                   |
| Musaraigne de Beaufort (Barren Ground Shrew)    | Sorex ugyunak (Anderson & Rand, 1945)                    | Toundra                                          | Arctique continental                                                                          | - I: Préoccupation mineure                                                     |
| Musaraigne errante (Vagrant Shrew)              | Sorex vagrans (Baird, 1857)                              | Cours d'eau subalpin                             | Sud de la Cordillère                                                                          | - I: Préoccupation mineure                                                     |
| Famille des Talpidés: Les taupes                |                                                          |                                                  |                                                                                               |                                                                                |
| Taupe à nez étoilé (Star-nosed Mole)            | Condylura cristata (Linnaeus, 1758)                      | Terre basse humide, près des lacs et cours d'eau | Sud-Est du Manitoba au Labrador et Nouvelle-Écosse                                            | - I: Préoccupation mineure                                                     |
| Taupe naine (American Shrew Mole)               | Neurotrichus gibbsii (Baird, 1858)                       | Rives des cours d'eau                            | Sud-Ouest de la Colombie-Britannique                                                          | - I: Préoccupation mineure                                                     |
| Taupe du Pacifique (Coast Mole)                 | Scapanus orarius (True, 1896)                            | Forêt de conifère subalpine                      | Sud-Ouest de la Colombie-Britannique                                                          | - I: Préoccupation mineure                                                     |
| Taupe à queue velue (Hairy-tailed Mole)         | Parascalops breweri (Bachman, 1842)                      | Terrain sablonneux avec végétation abondante     | Sud du Québec et de l'Ontario                                                                 | - I: Préoccupation mineure                                                     |
| Taupe à queue glabre (Eastern Mole)             | Scalopus aquaticus (Linnaeus, 1758)                      | Forêt ouverte                                    | Pointe Pelée (Ontario)                                                                        | - I: Préoccupation mineure - CA: Préoccupante - ON: Préoccupante               |
| Taupe de Townsend (Townsend's Mole)             | Scapanus townsendii (Bachman, 1839)                      | Champs                                           | Sud-Ouest de la Colombie-Britannique                                                          | - I: Préoccupation mineure - CA: En voie de disparition - BC: Liste Rouge      |

## Ordre des Chiroptères
L'ordre des Chiroptères (Chiroptera) comprend de mammifères dont les pattes avant se sont transformées en ailes. Ils sont le seul groups de mammifères capable de voler. Ils comprennent environ 20 % des mammifères.
| Nom commun (nom anglais)                                     | Espèce (Auteur)                                | Habitat                      | Distribution géographique                                          | Statut                                                                   |
| ------------------------------------------------------------ | ---------------------------------------------- | ---------------------------- | ------------------------------------------------------------------ | ------------------------------------------------------------------------ |
| Famille des Vespertilionidés: Les vespertilions              |                                                |                              |                                                                    |                                                                          |
| Chauve-souris argentée (Silver-Haired Bat)                   | Lasionycteris noctivagans (Le Conte, 1831)     | Forêt près des cours d'eau   | Sud du Canada                                                      | - I: Préoccupation mineure - QC: Susceptible d'être désigné              |
| Vespertilion de Californie (California Myotis)               | Myotis californicus (Audubon et Bachman, 1842) | Forêts de la côte Ouest      | Côte Ouest et vallée de l'Okanagan (Colombie-Britannique)          | - I: Préoccupation mineure                                               |
| Vespertilion pygmée de l'Ouest (Western Small-footed Myotis) | Myotis ciliolabrum (Merriam, 1886)             | Terrain sec                  | Sud de la Saskatchewan et de l'Alberta                             | - I: Préoccupation mineure - BC: Liste Bleue                             |
| Vespertilion à longues oreilles (Long-eared Myotis)          | Myotis evotis (H. Allen, 1864)                 | Varié                        | Sud de la Colombie-Britannique, de l'Alberta et de la Saskatchewan | - I: Préoccupation mineure                                               |
| Vespertilion de Keen (Keen's Myotis)                         | Myotis keenii (Merriam, 1895)                  | Forêt                        | Côte Ouest                                                         | - I: Préoccupation mineure - CA: Données insuffisantes - BC: Liste Rouge |
| Vespertilion pygmée de l'Est (Eastern Small-footed Myotis)   | Myotis leibii (Audubon et Bachman, 1842)       | Forêts montagneuses          | Sud de l'Ontario et sud-ouest du Québec                            | - I: Préoccupation mineure - QC: Susceptible d'être désigné              |
| Vespertilion brun (Little brown bat)                         | Myotis lucifugus (Le Conte, 1831)              | Varié                        | Général sous la ligne des arbres                                   | - I: Préoccupation mineure                                               |
| Vespertilion nordique (Northern long-eared myotis)           | Myotis septentrionalis (Trouessart, 1897)      | Forêts                       | Centre et Est du Canada                                            | - I: Préoccupation mineure - BC: Liste Bleue                             |
| Vespertilion à queue frangée (Fringed Myotis)                | Myotis thysanodes (Miller, 1897)               | Forêt de pin blanc           | Vallée de l'Okanagan (Colombie-Britannique)                        | - I: Préoccupation mineure - CA: Données insuffisantes - BC: Liste Bleue |
| Vespertilion à longues pattes (Long-legged Myotis)           | Myotis volans (H. Allen, 1866)                 | Varié                        | Sud de la Colombie-Britannique et de l'Alberta                     | - I: Préoccupation mineure                                               |
| Vespertilion de Yuma (Yuma Myotis)                           | Myotis yumanensis (H. Allen, 1864)             | Clairière                    | Côte Ouest et vallée de l'Okanagan                                 | - I: Préoccupation mineure                                               |
| Chauve-souris blonde (Pallid bat)                            | Antrozous pallidus (LeConte, 1856)             | Plaine sèche                 | Colombie-Britannique                                               | - I: Préoccupation mineure - CA: Menacée - BC: Liste Rouge               |
| Sérotine brune (Big brown bat)                               | Eptesicus fuscus (Palisot de Beauvois, 1796)   | Varié                        | Colombie-Britannique au sud du Québec et du Nouveau-Brunswick      | - I: Préoccupation mineure                                               |
| Oreillard maculé (Spotted bat)                               | Euderma maculatum (J. A. Allen, 1891)          | Près des cours d'eau         | Centre de la Colombie-Britannique                                  | - I: Préoccupation mineure - CA: Préoccupante - BC: Liste Bleue          |
| Chauve-souris de Blosseville (Western Red Bat)               | Lasiurus blossevillii (Lesson et Garnot, 1826) | Clairières et villes         | Sud-Ouest de la Colombie-Britannique                               | - I: Préoccupation mineure                                               |
| Chauve-souris rousse (Eastern Red Bat)                       | Lasiurus borealis (Müller, 1776)               | Clairières et villes         | Saskatchewan au Nouveau-Brunswick                                  | - I: Préoccupation mineure - QC: Susceptible d'être désigné              |
| Chauve-souris cendrée (Hoary Bat)                            | Lasiurus cinereus (Palisot de Beauvois, 1796)  | Forêt, champs et cours d'eau | Colombie-Britannique à la baie d'Hudson et les Maritimes           | - I: Préoccupation mineure - QC: Susceptible d'être désigné              |
| Pipistrelle de l'Est (Eastern Pipistrelle)                   | Pipistrellus subflavus (F. Cuvier, 1832)       | Forêt, champs et cours d'eau | Sud de l'Ontario, du Québec et des Maritimes                       | - I: Préoccupation mineure - QC: Susceptible d'être désigné              |
| Oreillard de Townsend (Townsend's Big-eared Bat)             | Corynorhinus townsendii (Cooper, 1837)         | Forêts ouvertes              | Sud de la Colombie-Britannique                                     | - I: Préoccupation mineure - BC: Liste Bleue                             |

## Ordre des Cétacés
Les Cétacés (Cetacea) comprennent les baleines et les dauphins. Il s'agit d'animaux adaptés à la vie aquatique et il s'agit de l'un des groupes ayant le plus divergé physiquement des autres mammifères.
| Nom commun (nom anglais)                                        | Espèce (Auteur)                             | Habitat                                         | Distribution géographique                                                                     | Statut |
| --------------------------------------------------------------- | ------------------------------------------- | ----------------------------------------------- | --------------------------------------------------------------------------------------------- | --- |
| Famille des balénidés: Les baleines franches                    |                                             |                                                 |                                                                                               | |
| Baleine boréale (Bowhead whale)                                 | Balaena mysticetus (Linnaeus, 1758)         | Sous la banquise en hiver, eaux côtières en été | Océan Arctique                                                                                | - I: Préoccupation mineure - CA: Préoccupante |
| Baleine noire de l'Atlantique Nord (North Atlantic Right Whale) | Eubalaena glacialis (Müller, 1776)          | Eaux côtières tempérées                         | Océan Atlantique Nord                                                                         | - I: En danger - CA: En voie de disparition - QC: Susceptible d'être désigné |
| Baleine noire du Pacifique Nord (North Pacific Right Whale)     | Eubalaena japonica (Lacépède, 1818)         | Eaux côtières tempérées                         | Océan Pacifique Nord                                                                          | - I: En danger - CA: En voie de disparition |
| Famille des balénoptéridés: Les rorquals                        |                                             |                                                 |                                                                                               | |
| Petit rorqual (Common minke whale)                              | Balaenoptera acutorostrata (Lacépède, 1804) | Eaux tempérées et polaires                      | Océans Atlantique et Pacifique Nord                                                           | - I: Préoccupation mineure - CA: Non en péril |
| Rorqual boréal (Sei Whale)                                      | Balaenoptera borealis (Lesson, 1828)        | Mers tempérées                                  | Océans Atlantique et Pacifique                                                                | - I: En Danger - CA: Données insuffisantes (Atlantique) - CA: En voie de disparition (Pacifique) - BC: Liste Rouge |
| Rorqual bleu (Blue Whale)                                       | Balaenoptera musculus (Linnaeus, 1758)      | Eaux tempérées et polaires                      | Océans Atlantique et Pacifique                                                                | - I: En Danger - CA: En voie de disparition (Atlantique) - CA: En voie de disparition (Pacifique) - QC: Susceptible d'être désigné |
| Rorqual commun (Fin Whale)                                      | Balaenoptera physalus (Linnaeus, 1758)      | Haute mer                                       | Océans Atlantique et Pacifique                                                                | - I: En Danger - CA: Préoccupante (Atlantique) - CA: Menacée (Pacifique) - BC: Liste Bleue - QC: Susceptible d'être désigné |
| Rorqual à bosse (Humpback Whale)                                | Megaptera novaeangliae (Borowski, 1781)     | Eaux côtières, estuaires                        | Océans Atlantique et Pacifique                                                                | - I: Préoccupation mineure - CA: Menacée (Pacifique) - CA: Non en péril (Atlantique) - BC: Liste Bleue |
| Famille des Eschrichtiidés: La baleine grise                    |                                             |                                                 |                                                                                               | |
| Baleine grise (Gray Whale)                                      | Eschrichtius robustus (Lilljebor, 1861)     | Plateau continental                             | Océan Pacifique                                                                               | - I: Préoccupation mineure - CA: Préoccupante (Pacifique) - CA: Disparue du pays (Atlantique) - BC: Liste bleue |
| Famille des Monodontidés: Le narval et le béluga                |                                             |                                                 |                                                                                               | |
| Narval (Narwhal)                                                | Monodon Monoceros (Linnaeus, 1758)          | Bord de la banquise                             | Océan Arctique                                                                                | - I: Quasi menacé - CA: Préoccupante |
| Béluga (Beluga)                                                 | Delphinapterus leucas (Pallas, 1776)        | Eaux côtières arctiques                         | Océan Arctique, Estuaire du Saint-Laurent                                                     | - I: Quasi menacé - CA: Non en péril (Mer de Beaufort) - CA: Préoccupante (Ouest de la baie d'Hudson, baie de Baffin) - CA: Menacée (Estuaire du Saint-Laurent, baie Cumberland) - CA: En voie de disparition (Est de la baie d'Hudson, baie d'Ungava) |
| Famille des Phocoenidés: Les marsouins                          |                                             |                                                 |                                                                                               | |
| Marsouin commun (Harbour Porpoise)                              | Phocoena phocoena (Linnaeus, 1758)          | Plateau continental                             | Océans Atlantique et Pacifique                                                                | - I: Préoccupation mineure - CA: Préoccupante (Atlantique et Pacifique) - BC: Liste bleue |
| Marsouin de Dall (Dall's Porpoise)                              | Phocoenoides dalli (True, 1885)             | Plateau continental                             | Océan Pacifique                                                                               | - I: Préoccupation mineure - CA: Non en péril |
| Famille des Physétéridés : Les cachalots                        |                                             |                                                 |                                                                                               | |
| Grand cachalot (Sperm Whale)                                    | Physeter macrocephalus (Linnaeus, 1758)     | Eaux très profondes                             | Océans Pacifique et Atlantique (Seuls les mâles migrateurs sont présents en eaux canadiennes) | - I: Vulnérable - CA: Non en péril - BC: Liste bleue |
| Famille des Ziphiidés: Les baleines à bec                       |                                             |                                                 |                                                                                               | |
| Baleine à bec de Cuvier (Cuvier's Beaked Whale)                 | Ziphius cavirostris (Cuvier, 1823)          |                                                 | Océan Atlantique et Pacifique                                                                 | - I: Préoccupation mineure - CA: Non en péril - BC: Liste bleue |
| Grande baleine à bec (Baird's Beaked Whale)                     | Berardius bairdii (Stejneger, 1883)         | Près des talus continentaux                     | Océan Pacifique                                                                               | - I: Données insuffisantes - CA: Non en péril |
| Baleine à bec commune (Bottlenose whale)                        | Hyperoodon ampullatus (Forster, 1770)       | Eaux subarctiques                               | Océan Atlantique et Arctique                                                                  | - I: Données insuffisantes - CA: Non en péril (Détroit de Davis) - CA: En voie de disparition (Plateau néo-écossais) |
| Baleine à bec de Sowerby (Sowerby's Beaked Whale)               | Mesoplodon bidens (Sowerby, 1804)           | Eaux profondes                                  | Océan Atlantique                                                                              | - I: Données insuffisantes - CA: Non en péril |
| Baleine à bec de Hubbs (Hubbs' Beaked Whale)                    | Mesoplodon carlhubbsi (Moore (d), 1963)     | Eaux tempérées                                  | Océan Pacifique                                                                               | - I: Données insuffisantes - CA: Non en péril |
| Baleine à bec de Stejneger (Stejneger's Beaked Whale)           | Mesoplodon stejnegeri (True, 1885)          | Eaux froides en haute mer                       | Océan Pacifique                                                                               | - I: Données insuffisantes |
| Famille des Delphinidés: Les dauphins                           |                                             |                                                 |                                                                                               | |
| Grand dauphin (Bottlenose Dolphin)                              | Tursiops truncatus (Montagu, 1821)          | Eaux côtières                                   | Océan Atlantique (Maritimes)                                                                  | - Préoccupation mineure - CA: Non en péril |
| Dauphin commun (Short-beaked common dolphin)                    | Delphinus delphis (Linnaeus, 1758)          | Plateau continental                             | Océans Atlantique et Pacifique                                                                | - Préoccupation mineure - CA: Non en péril |
| Dauphin à flancs blancs (Atlantic White-sided Dolphin)          | Lagenorhynchus acutus (Gray, 1828)          | Eaux tempérées et subarctique                   | Océan Atlantique                                                                              | - Préoccupation mineure - CA: Non en péril |
| Dauphin à nez blanc (White-beaked Dolphin)                      | Lagenorhynchus albirostris (Gray, 1846)     | Eaux tempérées et subarctique et arctique       | Océan Atlantique                                                                              | - Préoccupation mineure - CA: Non en péril |
| Dauphin de Gill (Pacific White-sided Dolphin)                   | Lagenorhynchus obliquidens (Gill, 1865)     | Eaux tempérées et subarctique                   | Océan Pacifique                                                                               | - Préoccupation mineure - CA: Non en péril |
| Épaulard (Orca)                                                 | Orcinus orca (Linnaeus, 1758)               | Eaux côtières                                   | Océans Pacifique, Arctique et Atlantique                                                      | - I: Données insuffisantes - CA: Préoccupante (Atlantique et Arctique) - CA: En voie de disparition (Résidente du sud, Pacifique) - CA: Menacée (Autres populations du Pacifique) - BC: Listes bleues et rouges (Selon population)                     |
| Globicéphale tropical (Short-finned Pilot Whale)                | Globicephala macrorhynchus (Gray, 1846)     | Eaux tempérées et subarctiques                  | Océan Pacifique                                                                               | - I: Données insuffisantes - CA: Non en péril |
| Globicéphale noir (Long-finned Pilot Whale)                     | Globicephala melas (Traill, 1809)           | Eaux tempérées et subarctiques                  | Océan Atlantique                                                                              | - I: Données insuffisantes - CA: Non en péril |

## Ordre des carnivores
Les carnivores inclus plus de 260 espèces dont le régime alimentaire est principalement composé de viandes. La forme de leur crane et leur dentition est caractéristique.
| Nom commun (nom anglais)                                                                                           | Espèce (Auteur)                           | Habitat                               | Distribution géographique                                                                         | Statut |
| --- | ----------------------------------------- | ------------------------------------- | ------------------------------------------------------------------------------------------------- | --- |
| Famille des Félidés: Les félins                                                                                    |                                           |                                       |                                                                                                   | |
| Lynx du Canada (Canadian Lynx)                                                                                     | Lynx canadensis (Kerr, 1792)              | Forêts de conifère                    | Général sous la ligne des arbres                                                                  | - I: Préoccupation mineure - CA: Non en péril - NB: Menacée - NS: Menacée |
| Lynx roux (Bobcat)                                                                                                 | Lynx rufus (Schreber, 1777)               | Varié                                 | Sud du Canada                                                                                     | - I: Préoccupation mineure |
| Cougar (Cougar) | Puma concolor (Linnaeus, 1771)            | Montagnes, marais, forêts denses      | Colombie-Britannique et Alberta (Présence hypothétique dans l'Est)                                | - I: Préoccupation mineure - CA: Données insuffisantes - ON: En voie de disparition - QC: Susceptible d'être désigné - NB: Menacée |
| Famille des Canidés: Les loups et renards                                                                          |                                           |                                       |                                                                                                   | |
| Renard arctique (Arctic fox)                                                                                       | Alopex lagopus (Linnaeus, 1758)           | Toundra                               | Nord du Canada                                                                                    | - I: Préoccupation mineure |
| Renard véloce (Swift Fox)                                                                                          | Vulpes velox (Say, 1823)                  | Désert et prairies sèches             | Sud des Prairies                                                                                  | - I: Préoccupation mineure - CA: Menacée - AB: Menacée - SK: Menacée |
| Renard roux (Red Fox)                                                                                              | Vulpes vulpes (Linnaeus, 1758)            | Varié                                 | Général, à l'exception de l'archipel arctique et de la côte Ouest                                 | - I: Préoccupation mineure |
| Renard gris (Gray Fox)                                                                                             | Urocyon cinereoargenteus (Schreber, 1775) | Varié                                 | Sud du Manitoba, de l'Ontario et du Québec                                                        | - I: Préoccupation mineure - CA: Menacée - ON: Menacée |
| Coyote (Coyote) | Canis latrans (Say, 1823)                 | Varié                                 | Rocheuses et sud des Prairies au sud du Québec                                                    | - I: Préoccupation mineure |
| Loup gris (Gray Wolf)                                                                                              | Canis lupus (Linnaeus, 1758)              | Varié                                 | Général à l'exception des îles d'Anticosti et du Prince-Édouard                                   | - I: Préoccupation mineure - CA: Préoccupante (Canis lupus lycaon) - CA: Données insuffisantes (Canis lupus arctos) - CA: Non en péril (Reste des sous-espèces) |
| Famille des Ursidés: Les ours                                                                                      |                                           |                                       |                                                                                                   | |
| Ours noir (American black bear)                                                                                    | Ursus americanus (Pallas, 1780)           | Varié                                 | Général sous la limite des arbres, sauf l'île du Prince-Édouard                                   | - I: Préoccupation mineure |
| Ours brun (Brown Bear)                                                                                             | Ursus arctos (Linnaeus, 1758 )            | Pairies, clairières, toundra          | Cordillère, Territoires du Nord-Ouest et Nunavut Continental                                      | - I: Préoccupation mineure - CA: Préoccupante (Population du Nord-Ouest) - CA: Disparue (Population des Prairies) - AB: Recommandé menacée[réf. souhaitée] - BC: liste bleue[réf. souhaitée] - NT: Sensible[réf. souhaitée] |
| Ours blanc (Polar Bear)                                                                                            | Ursus maritimus (Phipps, 1774)            | Bord des banquises                    | Océan Arctique                                                                                    | - I: Vulnérable - CA: Préoccupante - NL: Vulnérable[réf. souhaitée] - NT: Sensible[réf. souhaitée] - QC: Susceptible d'être désigné[réf. souhaitée] |
| Famille des Procyonidés: Le raton laveur                                                                           |                                           |                                       |                                                                                                   | |
| Raton laveur (Common Raccoon                                                                                       | Procyon lotor (Linnaeus, 1758)            | Bordure des forêts                    | Sud du Canada à l'exception des Rocheuses et de l'île du Cap-Breton                               | - I: Préoccupation mineure |
| Famille des Mustélidés: Les belettes, le visons, les martres, le carcajou, les blaireaux américains et les loutres |                                           |                                       |                                                                                                   | |
| Hermine (Stoat | Mustela erminea (Linnaeus, 1758)          | Varié                                 | Tout le Canada à l'exception des prairies et de l'île d'Anticosti                                 | - I: Préoccupation mineure - CA: Menacée (Sous espèce haidarum) - BC: Liste rouge (Sous espèce haidarum)[réf. souhaitée] - BC: Liste bleue (Sous espèce anguinea)[réf. souhaitée] |
| Belette à longue queue (Long-tailed Weasel)                                                                        | Mustela frenata (Lichtenstein, 1831)      | Clairière                             | Sud du Canada                                                                                     | - I: Préoccupation mineure |
| Belette pygmée (Least Weasel)                                                                                      | Mustela nivalis (Linnaeus, 1766)          | Varié                                 | Yukon au Labrador, à l'exception du sud de l'Ontario et du Québec                                 | - I: Préoccupation mineure - QC: Susceptible d'être désigné[réf. souhaitée] |
| Vison d'Amérique (American Mink)                                                                                   | Neovison vison (Schreber, 1777)           | Rivières et milieux humides           | Générale sous la limite des arbres                                                                | - I: Préoccupation mineure |
| Martre d'Amérique (American Marten)                                                                                | Martes americana (Turton, 1806)           | Forêts mixtes et de conifères         | Des Rocheuses à Terre-Neuve-et-Labrador, disparue dans plusieurs endroits de l'Est du pays.       | - I: Préoccupation mineure - CA: Menacée (Population de Terre-Neuve) - NS: En voie de disparition (île du Cap-Breton)[réf. souhaitée] - NL: En voie de disparition (Terre-Neuve)[réf. souhaitée] |
| Pékan (Fisher) | Martes pennanti (Erxleben, 1777)          | Forêts de conifères et de feuillue    | Colombie-Britannique aux provinces Maritimes                                                      | - I: Préoccupation mineure - BC: Liste bleue[réf. souhaitée] |
| Carcajou (Wolverine)                                                                                               | Gulo gulo (Linnaeus, 1758)                | Forêt boréale et toundra              | Générale, disparue au sud du Canada à l'est des Rocheuses                                         | - I: Préoccupation mineure - CA: En voie de disparition (Population de l'Est) - CA: Préoccupante (Population de l'Ouest) - NL: En voie de disparition[réf. souhaitée] - QC: Menacée[réf. souhaitée] - ON: Menacée[réf. souhaitée] - BC: Liste bleue (sous-espèce luscus)[réf. souhaitée] - BC: Liste rouge (sous-espèce vancouverensis)[réf. souhaitée] |
| Blaireau d'Amérique (American Badger)                                                                              | Taxidea taxus (Schreber, 1777)            | Champs                                | Sud des Prairies, centre-sud de la Colombie-Britannique et extrême sud de l'Ontario               | - I: Préoccupation mineure - CA: En voie de disparition (sous-espèces jacksoni et jeffersonii), - CA: Non en péril (sous-espèce taxus) - BC: Liste rouge[réf. souhaitée] |
| Loutre de rivière (Northern River Otter)                                                                           | Lontra canadensis (Schreber, 1777)        | Rivières, lacs et marais              | Générale sous la ligne des arbres à l'exception des Prairies                                      | - I: Préoccupation mineure |
| Loutre de mer (Sea Otter)                                                                                          | Enhydra lutris (Linnaeus, 1758)           | Mer côtière                           | Côte des îles de Vancouver et Goose                                                               | - I: Menacée - CA: Préoccupante, - BC: Red List[réf. souhaitée] |
| Famille des Méphitidés: Les mouffettes                                                                             |                                           |                                       |                                                                                                   | |
| Mouffette tachetée occidentale (Western Spotted Skunk)                                                             | Spilogale gracilis (Merriam, 1890)        | Régions boisées denses ou clairsemées | Sud-Ouest de la Colombie-Britannique                                                              | - I: Préoccupation mineure |
| Mouffette rayée (Striped Skunk)                                                                                    | Mephitis mephitis (Schreber, 1776)        | Forêts, champs, vallées               | Rocheuses au Maritimes; Introduite à l'île du Prince-Édouard et en Nouvelle-Écosse au XIXe siècle | - I: Préoccupation mineure |
| Famille des Otariidés: Les otaries                                                                                 |                                           |                                       |                                                                                                   | |
| Otarie à fourrure du Nord (Northern Fur Seal)                                                                      | Callorhinus ursinus (Linnaeus, 1758)      | Océans                                | Rochers côtiers de la Colombie-Britannique                                                        | - I: Vulnérable - CA: Menacée - BC: Liste rouge[réf. souhaitée] |
| Otarie de Steller (Steller Sea Lion)                                                                               | Eumetopias jubatus (Schreber, 1776)       | Eaux côtières                         | Colombie-Britannique                                                                              | - I: En danger - CA: Préoccupante - BC: Liste bleue[réf. souhaitée] |
| Otarie de Californie (California Sea Lion)                                                                         | Zalophus californianus (Lesson, 1828)     | Eaux côtières                         | Colombie-Britannique                                                                              | - I: Préoccupation mineure - CA: Non en péril |
| Famille des Odobenidés: Le morse                                                                                   |                                           |                                       |                                                                                                   | |
| Morse (Walrus) | Odobenus rosmarus (Linnaeus, 1758)        | Mer côtière                           | Baie James au Groenland                                                                           | - I: Données insuffisantes - CA: Préoccupante |
| Famille des Phocidés: Les phoques                                                                                  |                                           |                                       |                                                                                                   | |
| Phoque à capuchon (Hooded Seal)                                                                                    | Cystophora cristata (Erxleben, 1777)      | Mer                                   | Océan Atlantique du golfe du Saint-Laurent au nord de l'île de Baffin                             | - I: Vulnérable - CA: Non en péril |
| Phoque barbu (Bearded Seal)                                                                                        | Erignathus barbatus (Erxleben, 1777)      | Mer                                   | Océan Arctique                                                                                    | - I: Préoccupation mineure - CA: Données insuffisantes |
| Phoque gris (Grey Seal)                                                                                            | Halichoerus grypus (Fabricius, 1791)      | Rochers marins, récifs                | Côte atlantique                                                                                   | - I: Préoccupation mineure - CA: Non en péril |
| Éléphant de mer du nord (Northern Elephant Seal)                                                                   | Mirounga angustirostris (Gill, 1866)      | Océans tropicaux et tempérées         | Océan Pacifique                                                                                   | - I: Préoccupation mineure - CA: Non en péril |
| Phoque du Groenland (Harp Seal)                                                                                    | Pagophilus groenlandicus (Erxleben, 1777) | Mers boréales                         | Golfe du Saint-Laurent et baie James au Groenland                                                 | - I: Préoccupation mineure |
| Phoque commun (Harbour Seal)                                                                                       | Phoca vitulina Linnaeus, 1758             | Eaux côtières et quelques lacs        | Toutes les côtes canadiennes à l'exception de l'extrême arctique                                  | - I: Préoccupation mineure - CA: En voie de disparition (ssp. mellonae) - CA: Non en péril (ssp. concolor et richardsi) - QC: Susceptible d'être désignée (ssp. mellonae)[réf. souhaitée] |
| Phoque annelé (Ringed Seal)                                                                                        | Pusa hispida (Schreber, 1775)             | Mers glaciales et banquises           | Océan Arctique                                                                                    | - I: Préoccupation mineure - CA: Non en péril |

## Ordre des Artiodactyles
Les Artiodactyles sont des ongulés dont le poids est réparti sur leurs troisième et quatrième doigt plutôt que presque exclusivement sur leur troisième comme pour les périssodactyles. Il y a environ 220 espèces d'Artiodactyles dans le monde dont plusieurs ont une importance économique importante.
| Nom commun (nom anglais)                                                           | Espèce (Auteur)                          | Habitat                                    | Distribution géographique                                                                                 | Statut |
| ---------------------------------------------------------------------------------- | ---------------------------------------- | ------------------------------------------ | --- | --- |
| Famille des Cervidés: Les cerfs, le wapiti, l'orignal et de caribou                |                                          |                                            | | |
| Wapiti (Wapiti)                                                                    | Cervus canadensis (Erxleben, 1777)       | Varié, préfère les endroits dégagés        | Sud des Rocheuses et Prairies, a été réintroduit dans plusieurs régions de son aire historique            | - I: Préoccupation mineure - BC: Liste bleue (Sous espèce roosevelti)[réf. souhaitée] |
| Orignal (Moose)                                                                    | Alces alces (Linnaeus, 1758)             | Forêts subarctiques                        | Yukon au Nouveau-Brunswick, introduit à Terre-Neuve, au Cap-Breton et à Anticosti                         | - I: Préoccupation mineure - NS: Menacé (population continentale seulement)[réf. souhaitée] |
| Cerf mulet (Mule deer)                                                             | Odocoileus hemionus (Rafinesque, 1817)   | Forêts ouvertes et subartique              | Côte Ouest au Prairies                                                                                    | - I: Préoccupation mineure - MB: Menacée |
| Cerf de Virginie (White-tailed deer)                                               | Odocoileus virginianus (Zimmerman, 1780) | Vallées, rivières, marais, bord des forêts | Rocheuses aux Maritimes, introduit à Anticosti et à l'île du Prince-Édouard                               | - I: Préoccupation mineure |
| Caribou (Caribou)                                                                  | Rangifer tarandus (Linnaeus, 1758)       | Toundra, taïga et forêt boréale            | Nord du Canada                                                                                            | - I: Préoccupation mineure - CA: En voie de disparition (sous espèce pearyi et population de la Gaspésie-Atlantique) - CA: Menacée (Populations boréale et des montagnes du Sud) - CA: Préoccupante (Populations Dolphin-et-Union et des montagnes du Nord) |
| Famille des Antilocapridés: L'antilocapre                                          |                                          |                                            | | |
| Antilope d'Amérique (Pronghorn)                                                    | Antilocapra americana (Ord, 1815)        | Plaines, prairies                          | Sud de la Saskatchewan et de l'Alberta                                                                    | - I: Préoccupation mineure |
| Famille des Bovidés: Le bison, le bœuf musqué, le mouflon et la chèvre de montagne |                                          |                                            | | |
| Bison d'Amérique (American Bison)                                                  | Bison bison (Linnaeus, 1758)             | Varié                                      | Sud du Grand lac des Esclaves, réindroduit dans plusieurs endroits de son aire de distribution originelle | - I: Quasi menacée - CA: Menacée - AB: Menacée - BC: Liste rouge |
| Chèvre de montagne (Mountain goat)                                                 | Oreamnos americanus (Blainville, 1816)   | Montagne                                   | Cordillère occidentale                                                                                    | - I: Préoccupation mineure |
| Bœuf musqué (Muskox)                                                               | Ovibos moschatus (Zimmermann, 1780)      | Toundra arctique                           | Arctique canadien                                                                                         | - I: Préoccupation mineure |
| Mouflon d'Amérique (Bighorn Sheep)                                                 | Ovis canadensis (Shaw, 1804)             | Prairies alpines                           | Sud des Rocheuses                                                                                         | - I: Préoccupation mineure - BC: Liste bleue[réf. souhaitée] |
| Mouflon de Dall (Dall Sheep)                                                       | Ovis dalli Nelson, 1884                  | Toundra alpine                             | Yukon et nord de la Colombie-Britannique                                                                  | - I: Préoccupation mineure - BC: Liste bleue[réf. souhaitée] (Sous-espèce dalli |

## Ordre des Didelphimorphes
Les Didelphimorphes est un ordre de marsupiaux comprenant les opossums de l'hémisphère ouest.
| Nom commun (nom anglais)               | Espèce (Auteur)                   | Habitat                          | Distribution géographique                                                | Statut                  |
| -------------------------------------- | --------------------------------- | -------------------------------- | ------------------------------------------------------------------------ | ----------------------- |
| Famille des Didelphidés: L'opossum     |                                   |                                  |                                                                          |                         |
| Opossum de Virginie (Virginia Opossum) | Didelphis virginiana (Kerr, 1792) | Forêts humides des basses-terres | Sud-ouest du Québec, sud de l'Ontario, introduit en Colombie-Britannique | - Préoccupation mineure |

## Ordre des primates
Le seul primate présent au Canada est l'Homme moderne. Il partage peu de liens avec les singes du Nouveau Monde, l'espèce humaine étant plutôt originaire de l'Afrique orientale. Bien que le premier peuplement de l'Amérique fasse encore l'objet de débats, il y a consensus que le peuplement important se caractérise par l'arrivée de deux populations, l'une il y a environ 15 000 ans par la Béringie et la seconde à partir d'il y a environ 400 ans en provenance du reste du monde, mais principalement de l'Europe.
| Nom commun (nom anglais)       | Espèce (Auteur)               | Habitat                                                           | Distribution géographique | Statut                  |
| ------------------------------ | ----------------------------- | ----------------------------------------------------------------- | ------------------------- | ----------------------- |
| Famille des Hominidés: L'Homme |                               |                                                                   |                           |                         |
| Homme moderne (Human)          | Homo sapiens (Linnaeus, 1758) | Régions urbaines, champs cultivés, parfois dans d'autres habitats | Générale, commune au sud  | - Préoccupation mineure |

## Espèces introduites
Plusieurs espèces de mammifères se retrouvent au Canada sans que l'on ait confirmé qu'ils sont indigènes. Certaines espèces ont été introduites volontairement ou de façon accidentelle. Parmi celles-ci on retrouve la souris domestique (Mus musculus), le rat surmulot (Rattus norvegicus) et le rat noir (Rattus rattus). Les espèces qui se sont échappées des fermes d'élevages sont le lièvre d'Europe (Lepus europaeus), le ragondin (Myocastor coypus) et le Lapin de garenne (Oryctolagus cuniculus) en plus des chats et chiens errants. Le daim (Dama dama) et le sanglier (Sus scrofa) ont quant à eux été introduits pour la chasse.
Certaines espèces sont rencontrées soit de façon accidentelle ou tellement rarement qu'il est impossible de préciser si elles fréquentent le pays de façon régulière. Il s'agit pour la plupart des espèces de Cétacés, soit le dauphin de Risso (Grampus griseus), le cachalot nain (Kogia sima), le cachalot pygmée (Kogia breviceps), la baleine à bec de Blainville (Mesoplodon densirostris), la baleine à bec de True (Mesoplodon mirus), la fausse orque (Pseudorca crassidens) et le dauphin bleu (Stenella caeruleoalba). Le grand molosse (Nyctinomops macrotis), la chauve-souris vespérale (Nycticeius humeralis) et le lapin de Nouvelle-Angleterre (Sylvilagus transitionalis) se retrouvent principalement au sud de la frontière canado-américaine, mais il arrive que des individus traversent celle-ci.
Le seul spécimen et dernier spécimen de vison de mer (Mustela macrodon) a été capturé la l'île Campobello en 1894. Sa présence au Canada est sujet à discussion, mais le signalement d'un animal inconnu en 1785 suggèrerait qu'il ait été commun dans les Maritimes.

## Espèces éteintes, extirpées ou réintroduites
Des trois espèces qui ont été extirpées du Canada depuis le début de la période historique, deux ont été réintroduites. Une espèce pourrait être éteinte, le vison de mer (Neovison macrodon), cependant, il n'est pas tout à fait certain qu'il soit indigène.
Le putois d'Amérique (Mustela nigripes) a été extirpé du Canada en 1937. Entre les années 1950 et 1981, on[Qui ?] a même pensé qu'elle était éteinte, quand finalement une population fut découverte au Wyoming. Une tentative de réintroduction a commencé en 2009 dans le parc national des Prairies où 34 putois ont été relâchés. Le renard véloce (Vulpes velox) et la loutre de mer (Enhydra lutris) ont aussi été un certain temps extirpés du pays, mais ont été réintroduits avec succès dans les années 1970.